# Akihiro Higashida
Akihiro Higashida (japanisch 東田 旺洋 Higashida Akihiro; * 13. Dezember 1995 in Nara) ist ein japanischer Leichtathlet, der sich auf den Sprint spezialisiert.

## Sportliche Laufbahn
Erste internationale Erfahrungen sammelte Akihiro Higashida im Jahr 2024, als er bei den Hallenweltmeisterschaften in Glasgow mit 6,62 s im Halbfinale im 60-Meter-Lauf ausschied. Im August nahm er über 100 Meter an den Olympischen Sommerspielen in Paris teil und schied dort mit 10,19 s in der ersten Runde aus. Im Jahr darauf belegte er bei den Asienmeisterschaften in Gumi in 10,39 s den siebten Platz über 100 Meter. 

## Persönliche Bestzeiten
- 100 Meter: 10,14 s (−0,2 m/s), 30. Juni 2024 in Niigata
  - 60 Meter (Halle): 6,59 s, 27. Januar 2024 in Astana
- 200 Meter: 20,60 s (+1,4 m/s), 9. Mai 2021 in Tokio